# Saint-Pierre-d'Amilly
Saint-Pierre-d'Amilly is een gemeente in het Franse departement Charente-Maritime (regio Nouvelle-Aquitaine) en telt 386 inwoners (1999). De plaats maakt deel uit van het arrondissement Rochefort.

## Geografie
De oppervlakte van Saint-Pierre-d'Amilly bedraagt 19,5 km², de bevolkingsdichtheid is 19,8 inwoners per km².
De onderstaande kaart toont de ligging van Saint-Pierre-d'Amilly met de belangrijkste infrastructuur en aangrenzende gemeenten.

## Demografie
Onderstaande figuur toont het verloop van het inwonertal (bron: INSEE-tellingen).